# Sèrie harmònica (música)

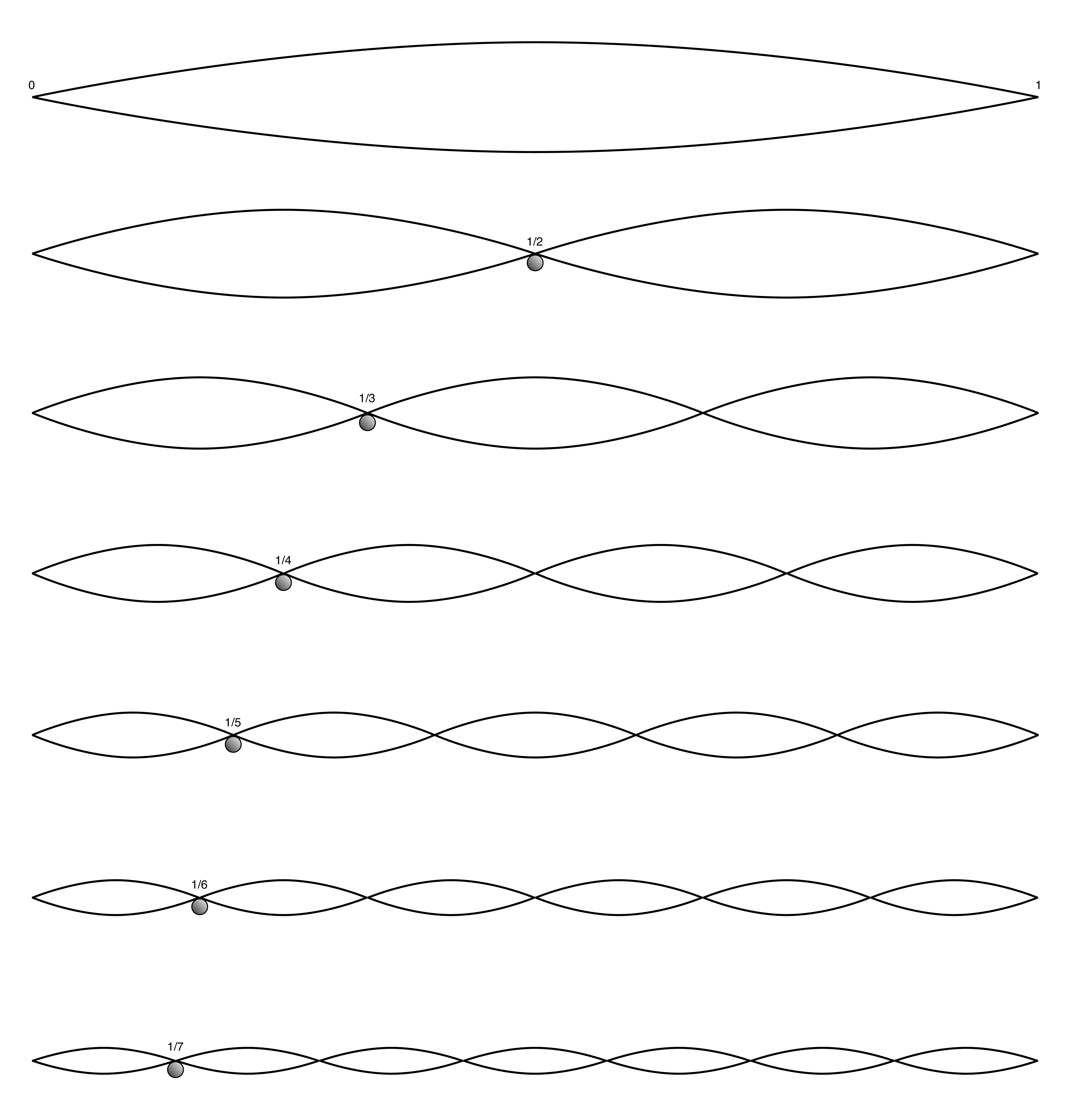
Sèrie harmònica

La sèrie harmònica és una successió de sons, les freqüències dels quals són múltiples enters positius d'una nota base, anomenada fonamental.

## Propietats de la sèrie harmònica
Una sèrie harmònica es numera cada so amb un índex, començant pel número u per al so fonamental. És una important propietat de la sèrie el fet que les proporcions (les raons o quocients) entre els índexs respectius de dos sons qualsevol, és també la proporció entre les freqüències vibratòries d'aquests sons; aquesta proporció caracteritza interval entre dues notes de qualsevol tipus, quan els seus freqüències es troben en la mateixa proporció.

Escala harmònica.

El  primer  so de la sèrie, o  so fonamental , té una freqüència que coincideix amb la de la nota l'altura es percep. La resta dels sons s'afegeixen a aquest sense alterar la seva alçada aparent, ja que el sentit fon o integra tots els harmònics en una sola sensació.
El  segon so de la sèrie té una freqüència doble de la del primer. La seva alçada és una octava per sobre d'aquell.
El  tercer  so té una freqüència triple de la del primer, i està en una proporció de 3 a 2 amb la del segon, la seva alçada és una quinta justa per sobre d'aquest, i una dotzena (interval compost per una octava més una quinta) per sobre del primer.
El' quart  so té una freqüència doble de la del segon, la seva alçada serà una octava per sobre d'aquest i, per tant, seran dues octaves per sobre del fonamental. Cada vegada que el número d'ordre (o índex) d'un harmònic és doble, la seva alçada estarà sempre una octava per sobre.
Si bé l'interval d'octava està ben representat en el pentagrama, ja que és una proporció fixa de 2 a 1, amb la quinta justa i altres intervals (com veurem més endavant) no passa el mateix, perquè hi ha diversos tipus de quintes, les diferències la notació convencional no té en compte en absolut. Les alteracions clàssiques com el bemoll i el sostingut no són adequades per expressar les petites diferències o comes entre intervals equivalents en el sentit del llenguatge musical.
El so número  cinc  es troba una tercera per sobre del so número quatre. D'acord amb el que expressa el paràgraf anterior, la tercera més gran que hi ha entre els sons 4 i 5 de la sèrie harmònica és apreciablement més petita que la tercera més gran del sistema temperat, i aquesta diferència no queda reflectida en la notació convencional basada en un pentagrama.
El mateix passa amb els sons 5 i  6  la distància és d'una tercera menor: es tracta d'un interval relativament gran quan es compara amb la tercera menor del sistema temperat o del sistema de Pitàgores. El so 6 té un índex doble del 3 i està una octava sobre ell, també forma una proporció 3:2 sobre el so 4 i, per tant, està a una distància de quinta sobre ell.
El so nombre  7  era rebutjat per Zarlino com a vàlid per a construir intervals. De fet, la seva alçada no pot representar-se amb la suficient aproximació al pentagrama. La seva separació amb el so número 6 podria considerar una tercera menor molt petita, i amb el so 8 formaria una segona molt gran.
El so  8  té un índex doble del 4 i el seu so corresponent estarà (una vegada més) una octava per sobre d'aquest.
Els sons 8,  9  i  10  deixen entre si dos intervals successius de segona de diferent amplitud (ja que no és el mateix 9/8 que 10/9). El to que hi ha entre els sons 8 i 9 és un "to gran" i el que hi ha entre els sons 9 i 10 és un "to petit".
De manera semblant al que passa amb el so 7 de la sèrie, el nombre  11  no té una representació adequada en el pentagrama. El seu interval des del so 10 seria un to molt reduït.
El so  12  és doble del 6 i forma una octava amb ell. També està en la proporció 3:2 sobre el so 8 i està a una distància de quinta sobre ell.
La representació en el pentagrama del so  13  pateix el mateix problema que l'11 i el 7.
El so  14  no escapa a la peculiaritat ja esmentada per al so 7, però podem assegurar que forma una octava per sobre d'aquest per ser doble seu índex.
El so  15  està en proporció de 3 a 2 amb el 10, cosa que el situa una quinta per sobre.
Per acabar, el so  16  és, d'acord amb la mateixa lògica aplicada fins ara, un so situat una octava per sobre del 8 i quatre octaves per sobre de la fonamental. L'interval que el separa del so 15 és una segona menor o semitò diatònic. Aquest semitò és gran comparat amb el semitò temperat; tinguem en compte que la tercera més gran entre els sons 15 i 12 és igual a la que hi ha entre els sons 5 i 4 (és per tant una tercera petita). Sent la quarta entre el 12 i el 16 d'una mesura molt similar a la quarta temperada, no és estrany que el semitò que resulta de la diferència entre la quarta i la tercera més gran, sigui més gran quan la tercera és més petita, i viceversa. Aquesta segona menor "gran" és la que els intèrprets que afinen pel sistema just s'apliquen per a la interpretació de la música antiga.

## La sèrie harmònica i el timbre
En una teoria simplificada del timbre musical, cada un dels sons de la sèrie harmònica és un component del timbre o color del so representat per una nota la freqüència és la del so fonamental. Als sons de la sèrie harmònica, components del timbre, se'ls anomena sons harmònics o simplement harmònics. També s'han anomenat de vegades sons parcial és, alíquotes, acompanyants o concomitants.
Amb alguna llicència, els sons de la sèrie harmònica representen els elements de la sèrie de Fourier que resulta en aplicar l'anàlisi de Fourier a una forma d'ona periòdica. Com que les formes d'ona dels sons del món real mai són estrictament periòdiques, el timbre que s'analitza per aquest mètode es correspon amb el concepte de timbre estàtic. A la llista dels harmònics (i les seves intensitats relatives) que constitueixen un so i que determinen el timbre estàtic d'aquest, se l'anomena "recepta" del timbre. Podem assimilar la "recepta" d'harmònics d'un timbre musical amb la llista d'ingredients d'un plat de menjar. Qualsevol modificació en aquesta llista o en les proporcions de cada ingredient, altera el "sabor", "color" o timbre del so.
El timbre d'un so musical representat esquemàticament per la seva recepta d'harmònics, és una versió molt simplificada d'espectre d'aquest so.

Taula d'harmònics

## El paper de cada harmònic
La contribució de cada harmònic al timbre del so, en el seu lloc corresponent dins de la "recepta", és el que segueix:
El so fonamental proporciona per si mateix la mateixa sensació d'altura que el fonamental amb tots els seus harmònics, diem que la freqüència de la nota que se sent és igual a la del so fonamental.
A causa del fenomen de la "fonamental fantasma" que té la seva explicació en el caràcter no lineal de l'oïda humana, el so fonamental no és imprescindible per a percebre el conjunt com una nota amb la mateixa altura, sempre que hi hagi o sonin la resta dels sons de la sèrie. L'oïda "reconstrueix" el so que falta com si deduís resultat d'una equació que té com a única solució possible aquesta fonamental.
Els sons números 2, 4, 8 i tots els que formen una relació igual a una potència de 2 amb la fonamental, reforcen el caràcter inequívoc de la sensació d'alçada del conjunt.
Els sons 3, 6, 12 i tots aquells que formen amb el 3 una relació que és una potència de 2, aporten un timbre nasal al conjunt.
Els sons 5 i 10 produeixen un timbre o color "rodó", "profund", "càlid" i altres adjectius semblants.
Els sons 7, 11, 13 i 15 són dissonants i donen un caràcter "aspre" al so.
Al créixer el número d'ordre d'un harmònic, la seva aportació és de més brillantor o claredat, més brillantor que claredat si és un nombre múltiple dels 16 primers excepte els que hem anomenat com dissonants.